# Konklave Oktober 1503

Wappen des Kardinalkämmerers während der Sedisvakanz

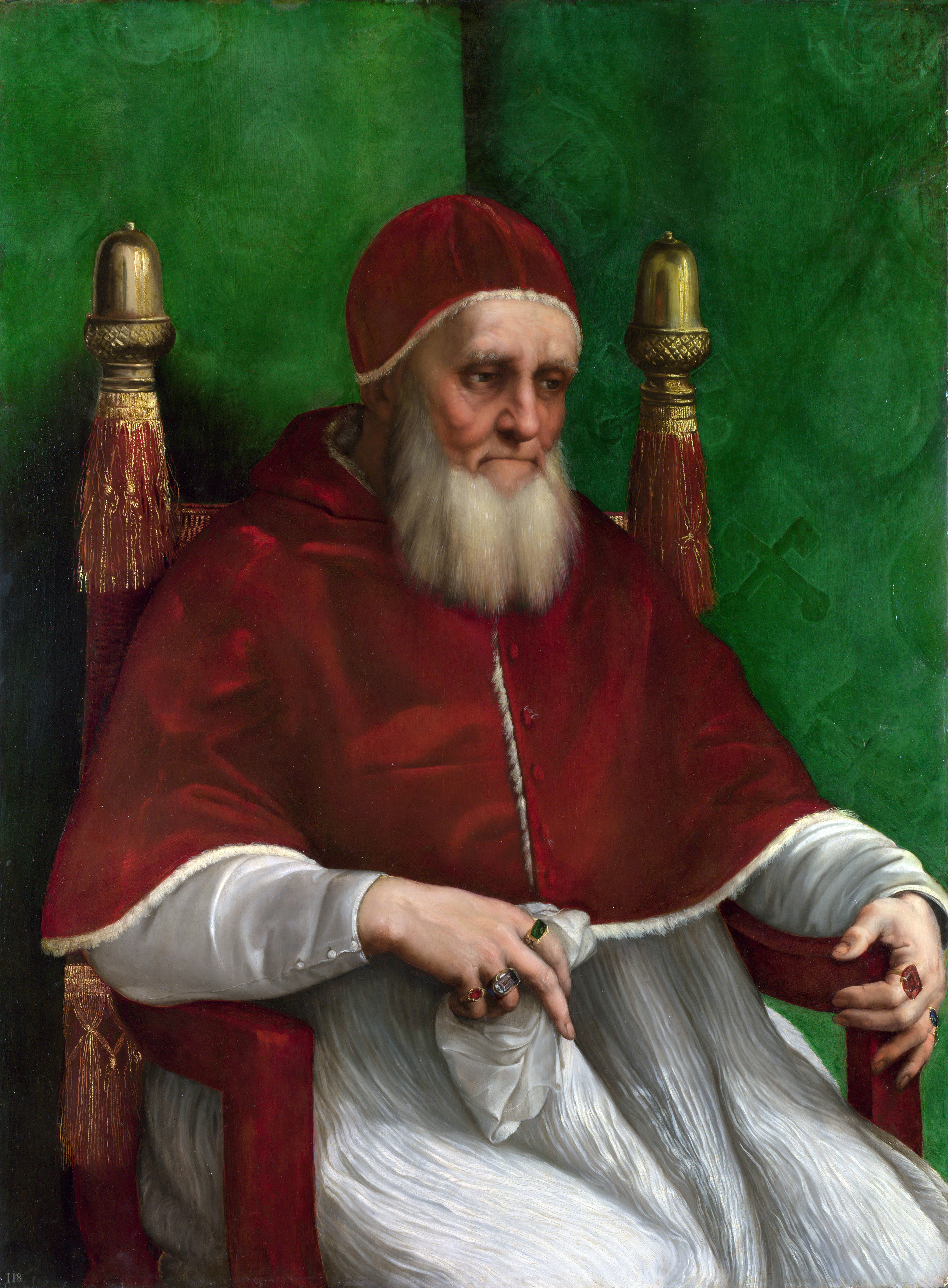
Papst Julius II.

Das Konklave von 1503 war die Wahlversammlung der Kardinäle nach dem Tod von Papst Pius III. und dauerte vom 31. Oktober 1503 bis zum 1. November 1503. Mit nur einem Tag ist es eines der kürzesten der Papstgeschichte. Seine Wahl fiel auf Giuliano della Rovere, der sich Papst Julius II. nannte.

## Geschichte
Das Kardinalskollegium umfasste zu Konklavebeginn 44 Mitglieder. 6 Kardinäle hielten sich zur Zeit des Konklaves nicht in Rom auf, so dass das Konklave 38 Teilnehmer zählte.
Die Kardinäle des Konklaves waren von vier Päpsten kreiert worden:
- Paul II.: 1 Kardinal
- Sixtus IV.: 6 Kardinäle
- Innozenz VIII.: 4 Kardinäle
- Alexander VI.: 27 Kardinäle

Bereits vor der Wahl hatte man die Machtblöcke des vergangenen Konklaves erwartet, da die Teilnehmer identisch waren. Wie im letzten Konklave, so präsentierte Kardinal Georges d’Amboise auch diesmal einen Favoriten – Giuliano della Rovere. Dieser war es dann auch, welcher bereits im 1. Wahlgang 37 Stimmen, also alle (abgesehen von seiner eigenen Stimme) erhielt.

## Teilnehmer
- Kardinaldekan: Oliviero Carafa (1430–1511)
- Kardinalsubdekan: Giuliano della Rovere (1443–1513)
- Jorge da Costa (1406–1508)
- Girolamo Basso della Rovere (1434–1507)
- Antonio Gentile Pallavicini (1441–1507)
- Lorenzo Cibo de’ Mari (1450/51–1503)
- Raffaele Sansoni Riario (1460–1521)
- Giovanni Colonna
- Ascanio Maria Sforza (1455–1505)
- Giovanni de’Medici (1475–1521)
- Federico Sanseverino († 1516)
- Giovanni Antonio Sangiorgio († 1509)
- Bernadino López de Carvajal (1456–1523)
- Giuliano Cesarini (der Jüngere)
- Domenico Grimani (1461–1523)
- Alessandro Farnese (1468–1549)
- Ippolito I. d’Este (1479–1520)
- Luigi d’Aragona (1474–1519)
- Juan de Castro (1431–1506)
- Georges d’Amboise (1460–1510)
- Amanieu d’Albret († 1520)
- Pedro Luis de Borja Llançol de Romaní (1472–1511)
- Jaime Serra i Cau († 1517)
- Pietro Isvalies (1450–1511)
- Francisco de Borja (1441–1511)
- Juan de Vera (1453–1507)
- Ludovico Podocathor (1429–1504)
- Antonio Trivulzio (1457–1508)
- Marco Cornaro (1482–1524)
- Giovanni Stefano Ferrero (1474–1510)
- Juan Castellar y de Borja (1441–1505)
- Francesco Remolino (1462–1518)
- Francesco Soderini (1453–1524)
- Niccolò Fieschi (1456–1524)
- Francisco Desprats (1454–1504)
- Adriano Castellesi (1460–1521)
- Jaime de Casanova (um 1435–1504)
- Francisco Lloris y de Borja (1470–1506)

## Abwesende Kardinäle
- Luis Juan del Milà (1430/32–1510)
- Raymond Pérault (1435–1505)
- Guillaume Briconnet (um 1445–1514)
- Philipp von Luxemburg (1445–um 1519)
- Tamás Bakócz (1442–1521)
- Melchior von Meckau (um 1440–1509)